# Дарин, Бобби
Бобби Дарин (англ. Bobby Darin, при рождении Уолден Роберт Кассотто (англ. Walden Robert Cassotto); 14 мая 1936, Бронкс, Нью-Йорк — 20 декабря 1973, Лос-Анджелес) — американский певец и актёр итальянского происхождения. Один из самых популярных исполнителей джаза и рок-н-ролла в конце 1950-х и в начале 1960-х годов.

## Ранние годы
Бобби Дарин принадлежал к рабочему классу итальяно-американского происхождения. Родился в Бронксе, в штате Нью-Йорк. Его отец исчез за несколько месяцев до рождения сына. Это время вошло в историю, как разгар Великой депрессии. В результате, его матери пришлось принять пособие для того, чтобы заботиться о своём сыне-младенце. Это продолжалось до того момента пока он не стал взрослым человеком, и узнал о том, что женщина, воспитавшая его, в действительности являлась его бабушкой, а вторая женщина, которую Дарин считал своей сестрой, являлась его фактической матерью. Он никогда не знал точную дату рождения своего отца.
Дарин был крайне слаб с младенчества, и начиная с возраста 8 лет часто страдал приступами острой ревматической лихорадки. Его главным заболеванием с раннего возраста был порок сердца, с которым артист мирился на протяжении всей жизни. Врачи, наблюдавшие Дарина говорили его матери о том, что её сыну крайне повезло: c тем заболеванием сердца, которое наблюдалось у него, он мог бы не достичь и шестнадцатилетнего возраста. Хотя будущий певец жил с постоянной мыслью о том, что его жизнь может оборваться в любую секунду, бедность и тяжёлое состояние здоровья не преобладали над ним, а наоборот, будили стремление достигнуть высоких вершин в жизни. Благодаря своему прирождённому таланту к музыке, проявившийся ещё в подростковом возрасте, он сумел достичь поставленных целей. Дарин владел игрой сразу на нескольких музыкальных инструментах, включая пианино, барабан и гитару. Позже он освоил гармонику и ксилофон.
Выдающийся студент с высоким уровнем IQ, Дарин окончил престижную школу в Бронксе, и затем учился в Хантерском колледже на Манхэттене, существуя на стипендию. В желании сделать театральную карьеру в Нью-Йорке, он бросил колледж, целиком посвятил себя шоу-бизнесу и начал играть в мелких ночных клубах, гастролируя по городу с музыкальными номерами. В курортной зоне Катскильских гор он работал водителем экскурсионного автобуса.
Певец изменил данное ему при рождении итальянское имя, звучавшее как менее «американское». Он выбрал имя «Бобби», поскольку артиста часто называли так ребёнком. Существует предание, что сценическое имя певец определил для себя наугад, раскрыв телефонный справочник.

## Карьера

### Музыкальная карьера
В 1956 году Бобби Дарин заключил контракт со звукозаписывающей компаний Decca Records. Познакомившись с музыкальным продюсером Доном Киршнером, Роберт начал сочинять песни для принадлежащей Киршнеру компании Aldon Music, а после подписал контракт с Decca Records, выбрав для сцены псевдоним — Бобби Дарин. Вскоре менеджер Бобби организовал сотрудничество двух начинающих звёзд: Дарин предоставил существенную поддержку в написании нескольких песен для американской певицы Конни Фрэнсис, ныне известной по такому хиту, как «Who’s Sorry Now?», чем способствовал быстрому взлёту её музыкальной карьеры.
Бобби и Конни прежде никогда не встречались, но уже через несколько недель совместной работы у Бобби и Конни развился романтический интерес друг к другу. Строгий отец Конни, будучи итальянского происхождение, узнав в одном из телевизионных шоу Конни о том, что Бобби влюблён в неё, выгнал Дарина, размахивая при этом оружием и крича, что Бобби больше никогда не увидит его дочь. Бобби встречал Конни дважды после произошедшего. Единственной их совместной работой после этого случая стало выступление на телевизионном шоу — This Is Your Life. Позже Конни Фрэнсис говорила, что расставание с Бобби было огромной ошибкой в её жизни.
В сотрудничестве со звукозаписывающей компанией Atlantic Records певец пишет музыку для себя самого и других музыкальных исполнителей. Здесь, после записи трех неудачных записей, Дарин добился успеха с сочинённой им за двадцать минут песней — «Splish Splash», которая летом 1958 года стала гимном американских подростков, а уже в августе поднялась на 3-ю строчку музыкальных чартов. Было продано свыше миллиона копий записи. Хит «Splish Splash» был написан благодаря радиодиджею Мюррею Кею, который побился об заклад, что Дарин не сможет написать песню, начинающуюся со слов «Splish Splash, I was takin’ a bath» («Шлеп-шлеп, я принимал ванну»), как предложила мать Мюррея. В снежную ночь начала 1958 года Дарин направился к дверям звукозаписывающей студии и зарегистрировал демоверсию песни «Splish Splash». Успех песни был огромен. Последующие записи, сделанные певцом, имели аналогичный успех.
В 1959 году Бобби Дарин записывает песню «Dream Lover». Было продано несколько миллионов копий.

Обложка сингла «Mack the Knife»

Песня «Mack the Knife» стала единственным особо успешным прорывом Бобби на вершину американских списков, а также достигла первой позиции в Британии (где тремя месяцами раньше первое место заняла «Dream Lover») и принесла ему две «Грэмми» за лучший дебют и лучший мужской вокал. Песня оставалась на первых строках музыкальных хит-парадов в течение девяти недель. За это время было продано свыше миллиона копий. Хит был удостоен премии «Грэмми» в номинации «Запись года». Дарин также получил «Грэмми» в номинации «Лучший новый артист». Продюсерами песен выступали основатели Atlantic Records Ахмет и Несухи Эргегюн при участии продюсера Джерри Векслера, блестяще организовывающего его выступления.
Успех, достигнутый «Mack the Knife» и «Beyond the Sea», сделал Дарина особо популярным исполнителем. Дарин часто выступал в известном нью-йоркском ночном клубе «Копакабана», а также в крупных казино Лас-Вегаса.
Дарин сыграл огромную роль в воспитании новых талантов. Практически неизвестные тогда Ричард Прайор, Флип Уилсон и Уэйн Ньютон участвовали в открытии ночного клуба, где выступал певец. Ранее в «Копакабане» певец настоял на том, чтобы начинающий артист Нипси Рассел принял участие в открытии одного из его сценических номеров. Его просьба была неохотно воспринята Жюлем Поделом, менеджером «Копакабаны».
К 1960 году Дарин достиг огромного успеха в музыкальном издательском деле, участвуя в развитии компании TM Music/Trio. Согласно контракту Дарин писал песни для ТМ Music на протяжении долгого времени. Одной из такой записи является хит Ньютона — «Danke Schoen», с которым певец достиг прорыва в музыкальных чартах. Он также был наставником для Роджера Макгейна, работавшим на Darin TM Music прежде чем произошёл распад группы The Byrds. Дарин также являлся менеджером футбольного клуба Rosey Grier в 1964 году. Специально для Джимми Бойда им были написаны песни «Soul City» и «Made in the Shade».
В 1962 году Дарин занялся сочинением и исполнением кантри. В число его хитов входят синглы: «Things» (1962), «You’re the Reason (I’M Leaving)» и хит «18 Yellow Roses», ставший именем альбома — 18 Yellow Roses and 11 Other Hits. Последние два хита были записаны на фирме Capitol Records, с которой певец сотрудничал с 1962 года, но в 1966 году вернулся в Atlantic.

### Актёрская карьера
Дарин также преуспел в актёрской профессии, проявив яркий актёрский талант в ряде фильмов 1960-х годов. В 1960 году он стал первым и единственным когда-либо существовавшим актёром, которым было подписано сразу несколько контрактов с пятью голливудскими киностудиями. Он написал музыку для нескольких кинофильмов, в которых сам принимал участие. В своей первой актёрской работе 1961 года «Когда приходит сентябрь», его партнёрами по фильму стали такие актёры, как Рок Хадсон, Джина Лоллобриджида. Премьера романтическая комедия была направлена на приобщение не только подростковой, но и старшей аудитории зрителей.
На съёмках фильма «Когда приходит сентябрь» его партнёршой по фильму стала 18-летняя актриса Сандра Ди. Актёры полюбили друг друга, и в том же 1961 году, поженились. У супругов родился сын — Додд Митчелл (род. в 1961). Брак супругов распался спустя семь лет в 1967 году.
Желая играть серьёзные роли в кино, уже в 1962 году, он выиграл американскую кинопремию «Золотой глобус» в номинации «Лучший актёрский дебют в мужской роли».
В 1963 году, Дарин был номинирован на премию «Оскар» в категории «Лучшая мужская роль второго плана» в фильме «Капитан Ньюмэн, доктор медицины». На Каннском кинофестивале музыкальные хиты певца, в частности хит — «Beyond the Sea» принесли ему всеобщее признание. Дарин был удостоен премии French Film Critics Award в номинации «Лучший актёр».

### Карьера в поздние годы
В поздние годы своего творчества Бобби Дарин сосредотился на стиле кантри. В 1966 году совместно с кантри-певцом Тимом Хардином он выпустил очередной хит «If I Were Carpenter». Песня позволила Дарину вернуться на сцену и занять позицию в Top 10 после своего четырёхлетнего отсутствия. Джим Макгуинн, будущий лидер группы The Byrds, принимал участие в работе над песней.
В 1960-х годах певец стал политически образованным и активным деятелем. В 1968 году Дарин принял участие в избирательной кампании своего друга и почитателя Роберта Кеннеди. Гибель Кеннеди в июне 1968 года стала для него тяжёлым ударом: Бобби скрылся от людей и почти год жил в трейлере на юге Калифорнии. По рассказам очевидцев, в те годы Дарин приехал вместе с Кеннеди в Лос-Анджелесе в период предварительных выборов, и находился в той же гостинице, где был убит Кеннеди.
Возвращаясь в Лос-Анджелес в 1969 году, Дарин заключил контракт с компанией грамзаписи Direction Records, записывая музыку в стиле кантри. В 1969 году он записал песню «Simple Song of Freedom», которая становится особо популярной у слушателей. Относительно своего первого альбома, записанного на студии Direction Records, певец говорил:

Этот альбом был составлен исключительно из тех записей, которые могли отразить мои мысли на бурных аспектах современного общества.

В начале 1970-х годов Дарин продолжал работать, записывая новые песни. В этот период совместно со звукозаписывающей компанией «Motown Records», он записывает несколько новых альбомов. на следующий год, в январе 1971 года, певец подвергается первому особо опасному сердечному приступу. В попытке излечить сердечное расстройство, с которым певец жил с детства, он посвятит большую часть этого года лечению в хирургической больнице.
В 1972 году он открывает собственное телевизионное шоу на телекомпании NBC, которое называлось The Bobby Darin Amusement Company. Эта телевизионная программа была закрыта после его внезапной смерти в 1973 году. В Лас-Вегасе певец перенёс операцию по вживлению искусственного сердечного клапана, в январе 1973 года начал вести собственную телепрограмму на национальном телевидении и женился на своей секретарше — Андреа джой Игер. Он появлялся на телевидении в качестве гостя, оставаясь популярным исполнителем в Лас-Вегасе, где, вследствие слабого здоровья, ему сразу же после очередного выступления давали кислородную маску.
В мае 1973 года на экраны вышел его фильм «Счастливого Дня Матери. С любовью, Джордж» (с участием Патти Нил).

## Смерть
В 1973 году здоровье Бобби Дарина начало резко ухудшаться. После неудачных попыток лечения Дарин подвергся опасному заражению крови — сепсису. Тело певца крайне ослабло, и один из сердечных клапанов начал активно сужаться. 11 декабря 1973 года в больнице Седарс-Синай в Лос-Анджелесе во время замены сердечного клапана Дарин умер на операционном столе, не приходя в сознание. Тело певца, в соответствии с его последней волей, было отдано Калифорнийскому университету для медицинского исследования.
Незадолго до своей смерти Дарин развёлся со своей второй женой Андреа. Близкие родственники певца говорили, что развод был попыткой защитить Андреа от боли, которую она бы испытала после смерти Бобби. Его первая жена, Сандра Ди, после развода с Дарином не вступала в брак.

## Наследие
В 1990 году североамериканский певец Пол Анка говорил вступительную речь на церемонии включения Бобби Дарина в Зал славы рок-н-ролла.
В 1999 году Бобби Дарин был включён в Зал славы Поэтов-песенников. 14 мая 2007 года звезда с именем Бобби Дарина была открыта на голливудской «Аллее славы». Вклад, внесённый Дарином в индустрию развлечений, был удостоен включения его имени в число 2500 пятиконечных звёзд. Таким образом, Бобби Дарин был признан одним из успешных артистов XX века. Плата субсидирования за открытии его звезды была полностью пожертвована поклонниками певца.
Группа The Righteous Brothers упоминают Дарина в своей песне «Rock and Roll Heaven», отдавая дань уважения покойному музыканту. Дуэт также сделал отсылку на песню певца «Mack the Knife».
В 2000 году актёр Кевин Спейси, почитатель творчества Бобби Дарина, приобрёл права на съёмки фильма «У моря», который должен был рассказать историю жизни певца. Фильм назван именем одного из хитов Дарина, принесшего ему мировую известность «Beyond the Sea». Премьера фильма состоялась в 2004 году на Международном Кинофестивале в Торонто. Отношение критиков к фильму оказалось негативным, и кассовые сборы неутешительны. Тем не менее, фильм возродил и привлёк всеобщее внимание, возвратив былой интерес к творчеству Бобби Дарина. Факты биографии певца из фильма стали для многих новым материалом. По словам зрителей, «никогда не услышанных прежде». Роджер Келлэвэй, сделал запись двух альбомов на музыку Дарина. Кевин Спейси был номинирован на премию «Золотой глобус» в номинации «Лучший актёр». После съёмок фильма актёр организовывал туры, гастролируя с которыми, исполнял хиты Бобби Дарина.
В 2003 году в телесериале «Мечты американца» телеканала NBC Дункан Шейк воссоздал образ Дарина и исполнил песню «Beyond the Sea» на американской эстраде.
В декабре 2007 года Бобби Дарин был включён в Зал Славы Хит-парада.

## Бобби Дарин в кино
- У моря (фильм, 2004)

## Дискография
- «Splish Splash» (Бобби Дарин, Джин Мюррей) Записано на NYC, США (3);UK (18) 1958[13]
- «Queen of the Hop» (Вуди Харрис) Записано на NYC, США (9) ; UK (24) 1958
- «Bobby Darin» — 1958
- «That’s All» — 1959
- «Plain Jane» — США (38) 1959
- «Dream Lover» — США (2);UK (1) 1959[14]
- «Mack the Knife» (Курт Вейль, Бертольт Брехт, Марк Блитштейн) — Записано на Fulton on West 40th Street, NYC, США (1); UK (1) 1959
- «This is Darin» — 1960
- «Darin At The Copa» — 1960
- «For Teenagers Only» — 1960
- «25th Day of December» — 1960
- «Beyond the Sea» (французский хит — «La Mer») — США (6), UK (8) 1960
- «Won’t You Come Home Bill Bailey?» — США (19); UK (34) 1960
- «Artificial Flowers» — 1960
- «Clementine» — 1960 UK (8)
- «Lazy River» — США (14) 1961
- «You Must Have Been a Beautiful Baby» — США (5); UK (10) 1961
- «Multiplication /Irresistible You» — США (30/15)
- «Two of a Kind» (Дуэт Бобби Дарина и Джонни Мерсера) — 1961
- «Love Swings» — 1961
- «Twist with Bobby Darin» — 1961
- «Bobby Darin Sings Ray Charles» — 1962
- «Things and Other Things» — 1962
- «Oh! Look at Me Now» — 1962
- «What’d I Say?» — США (24) 1962
- «Things» — США (3) UK (2) 1962
- «You’re the Reason I’m Living» — США (3) 1963
- «It’s You or No One» — 1963
- «18 Yellow Roses and 11 Other Hits» — 1963
- «Earthy!» — 1963
- «Golden Folk Hits» — 1963
- «You’re the Reason I’m Living» — США (3) 1963
- «18 Yellow Roses» — США (10) UK (37) 1963
- «Winners» — 1964
- «From Hello Dolly to Goodbye Charlie» — 1964
- «Venice Blue» — 1965
- «Bobby Darin Sings the Shadow of Your Smile» — 1966
- «Swings» — 1966
- «In a Broadway Bag» — 1966
- «If I Were a Carpenter» — 1966
- «If I Were a Carpenter» — США (8) UK#9 1966
- «Mame» — США (53) 1966
- «Inside Out» — 1967
- «Bobby Darin Sings Doctor Dolittle» — 1967
- «Bobby Darin Born Walden Robert Cassotto» — 1968
- «Commitment» — 1969
- «Bobby Darin (Motown)» — 1972
- «Darin: 1936—1973» — 1974

## Фильмография
| Год       |   | Русское название                          | Оригинальное название                  | Роль                     |
| --------- | - | ----------------------------------------- | -------------------------------------- | ------------------------ |
| 1959      | ф | Тени                                      | Shadows                                | танцор в солнечных очках |
| 1959      | с | Хеннесси                                  | Hennesey                               | Милашка Джонс            |
| 1960      | с | Дэн Рэйвен                                | Dan Raven                              | в роли самого себя       |
| 1960      | ф | Мексиканец в Голливуде                    | Pepe                                   | в роли самого себя       |
| 1961      | ф | Когда приходит сентябрь                   | Come September                         | Тони                     |
| 1961      | ф | Слишком поздний блюз                      | Too Late Blues                         | Джон «Призрак» Уэйкфилд  |
| 1962      | ф | Ярмарка штата                             | State Fair                             | Джерри Данди             |
| 1962      | ф | Ад для героев                             | Hell Is for Heroes                     | рядовой Корби            |
| 1962      | ф | Точка давления                            | Pressure Point                         | пациент                  |
| 1962      | ф | Если отвечает мужчина                     | If a Man Answers                       | Юджин Райт               |
| 1963      | ф | Капитан Ньюмен, доктор медицины           | Captain Newman, M. D.                  | капитан Джим Томпкинс    |
| 1964      | с | Караван повозок                           | Wagon Train                            | Джон Гиллман             |
| 1964      | с | Боб Хоуп представляет                     | Bob Hope Presents the Chrysler Theatre | Брэд Кубек               |
| 1965      | с | Правосудие Берка                          | Burke’s Law                            | Роланд Трайверс          |
| 1965      | ф | Это забавное чувство                      | That Funny Feeling                     | Том Милфорд              |
| 1965      | с | Шоу Реда Скелтона                         | The Red Skelton Show                   | индеец в лихорадке       |
| 1966      | с | Бежать от твоей жизни                     | Run for Your Life                      | Марк Шеперд              |
| 1967      | ф | Перестрелка в Абилене                     | Gunfight in Abilene                    | Кэл Уэйн                 |
| 1967      | ф | Незнакомец в доме                         | Stranger in the House                  | Барни Тил                |
| 1968      | с | Час Дэнни Томаса                          | The Danny Thomas Hour                  | Лонни                    |
| 1969      | ф | Счастливый конец                          | Happy Ending                           | Франко                   |
| 1971      | с | Железная сторона                          | Ironside                               | Чарли Райн               |
| 1971      | с | Страна Кейда                              | Cade’s County                          | Билли Доббс              |
| 1972      | с | Ночная галерея                            | Night Gallery                          | Ландау                   |
| 1973      | ф | Счастливого Дня Матери. С любовью, Джордж | Happy Mother’s Day, Love George        | Эдди Мартин              |
| 1989—1993 | с | Улица Сезам                               | Sesame Street                          | певец                    |